# Гайль
Гайль  (нем. Gail) — река в Австрии, правый приток Дравы. Берёт начало в местечке Обертиллиах в Восточном Тироле. Течёт с запада на восток по долинам Тиллиахер, Лезахталь и Гайльталь, вдоль границы с Италией и Словенией. У города Хермагор в Гайль впадает река Гёссеринг, у Арнольдштайна — река Гайлиц. К юго-востоку от Филлаха Гайль впадает в Драву. Длина реки составляет 122,2 км, площадь бассейна — 1403 км².
Средний расход воды у местечка Федераун составляет 45,08 м³/с. (1951—2004). Во время половодья расход воды в среднем увеличивается до 398 м³/с, наибольший — 850 м³/с был зарегистрирован во время наводнения 5 ноября 1966.
Крупнейшие города на реке: Кёчах-Маутен, Деллах, Хермагор-Прессеггер-Зее и Фордерберг.